# Oligocentria virgata
Oligocentria virgata är en fjärilsart som beskrevs av Alpheus Spring Packard 1864. Oligocentria virgata ingår i släktet Oligocentria och familjen tandspinnare. Inga underarter finns listade i Catalogue of Life.